# Liste der Monuments historiques in Champigny-sur-Marne
Die Liste der Monuments historiques in Champigny-sur-Marne führt die Monuments historiques in der französischen Stadt Champigny-sur-Marne auf.

## Liste der Bauwerke
| Bezeichnung                        | Beschreibung | Standort                                                                             | Kennzeichnung | Schutzstatus | Datum | Bild           |
| ---------------------------------- | ------------ | ------------------------------------------------------------------------------------ | ------------- | ------------ | ----- | -------------- |
| Château de Cœuilly (Schloss)       |              | 35–41, boulevard du Château 4–6, rue de l’Abreuvoir 28, rue Colombe-Hardellet (Lage) | PA00079857    | Inscrit      | 1977  |                |
| Kirche St-Saturnin                 |              | Rue de l’Église (Lage)                                                               | PA00079858    | Classé       | 1913  | weitere Bilder |
| Haus                               |              | 23, avenue Martelet (Lage)                                                           | PA00135377    | Inscrit      | 1995  |                |
| Haus des Architekten Julien Heulot |              | 108, avenue Marx-Dormoy (Lage)                                                       | PA94000025    | Inscrit      | 2013  |                |

## Liste der Objekte
| Bezeichnung                           | Beschreibung                     | Standort                                       | Kennzeichnung | Schutzstatus | Datum | Bild |
| ------------------------------------- | -------------------------------- | ---------------------------------------------- | ------------- | ------------ | ----- | ---- |
| Schränke für die liturgische Kleidung | Holz, 19. Jahrhundert            | in der Sakristei der Kirche St-Saturnin (Lage) | PM94000445    | Inscrit      | 1975  |      |
| Bank des Kirchenvorstands             | Bas-Reliefs, 16. Jahrhundert     | in der Kirche St-Saturnin (Lage)               | PM94000035    | Classé       | 1975  |      |
| Taufbecken                            | Stein, 17. Jahrhundert           | in der Kirche St-Saturnin (Lage)               | PM94000444    | Inscrit      | 1975  |      |
| Tisch                                 | Marmor und Holz, 20. Jahrhundert | im Hôtel de Ville (Lage)                       | PM94000036    | Classé       | 1988  |      |